# Léxico taurino

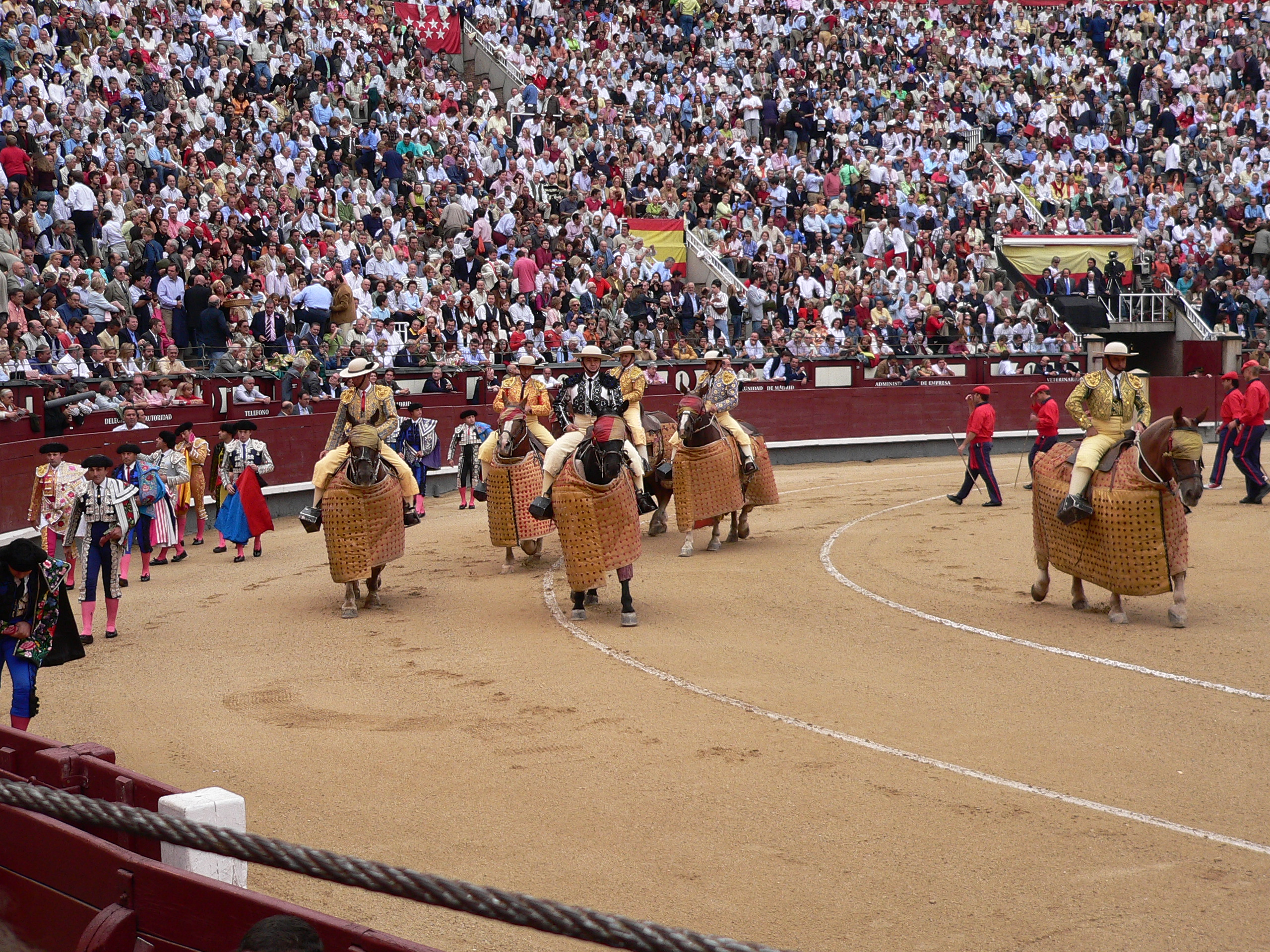
Desfile de cuadrillas o "paseíllo" que se celebra al inicio de cada festejo.

El léxico taurino hace referencia a una serie de palabras y expresiones que se relacionan con temas propios de la tauromaquia. En dicho sentido existen vocablos que se pueden agrupar bajo diversos grupos, tales como:
- los animales
- los diversos oficios u ocupaciones propias del toreo
- la corrida de toros propiamente dicha
- los tipos de eventos con toros
- elementos y vestimentas utilizadas durante las corridas de toros

En el tratado de tauromaquia Los Toros de José María de Cossío se recogían hasta 1700 voces relacionadas con el mundo taurino. No obstante, y hasta la fecha, el diccionario más completo sobre esta materia es el que publicó por primera vez en 2004 el jiennense Luis Nieto Manjón: Diccionario Espasa de Términos Taurinos. En esta publicación, prologada por el premio nobel Camilo José Cela, se recogen hasta un total 5180 vocablos relacionado con el mundo de los toros.

## Algunos vocablos taurinos

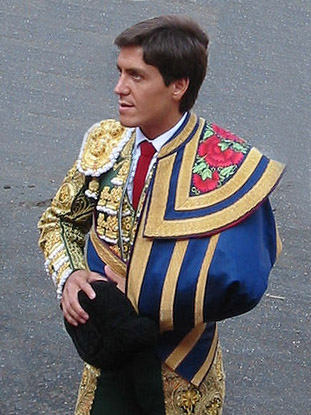
El torero Antonio Barrera vestido con el traje de luces, el capote de paseo ceñido al busto y la montera en la mano derecha.

- Alguacilillo: Cada uno de los actuantes que, en nombre de la autoridad del festejo, se encargan de encabezar el paseíllo durante el "despeje de plaza" y entregan los trofeos a los toreros que han sido concedidos por la presidencia. Tradicionalmente, los alguaciles están vestidos a la usanza de la autoridad civil de Felipe IV.
- Banderillas: la banderilla (también llamada rehilete o garapullo) es un palo delgado, de unos 70 a 78 centímetros de largo, recubierto y adornado con papel picado y un arpón, empleada en la lidia para avivar al toro al clavárselas en su cruz.
- Banderillero: o rehiletero es el torero que durante el segundo tercio de la lidia asume el protagonismo y pone las banderillas. Normalmente, la suerte de banderillas la acometen los peones de la cuadrilla. Actúan de tres en tres y su labor es clavar las banderillas en lo alto de la cruz del toro (o cuanto más traseras mejor) al menos dos pares de banderillas.
- Capeas: son eventos taurinos en los cuales se liberan vaquillas en la plaza de toros y el público puede interactuar con ellas. Aunque las vaquillas son agresivas, son menos peligrosas que los toros.
- Capitalista: hombre encargado de sacar a cuestas al torero que haya obtenido los trofeos exigidos por la plaza para salir por la puerta grande (normalmente, dos orejas).
- Capote: o capote de brega es un instrumento para torear, pesado y de tela bastante rígida, con forma de capa, que se usa tanto para fijar y poner en suerte al toro de lidia como para efectuar lances artísticos durante los dos primeros tercios de una corrida de toros. El tamaño varía entre los 113 y los 123 cm y su peso entre 4 y 6 kg.
- Chicuelina: lance del toreo que se ejecuta con la capa. Se realiza citando al toro de frente, sujetando la capa con los dos brazos abiertos y en posición de semiextensión. Cuando el toro realiza la embestida, el torero gira media vuelta sobre sí mismo en sentido contrario a la dirección del toro, de tal forma que su cuerpo queda envuelto por el capote, pasando el animal por un lado.
- Corrida de toros: fiesta que consiste en lidiar toros bravos, a pie o a caballo, en un recinto cerrado para tal fin, la plaza de toros. Por lo general tres toreros lidian 2 toros cada uno durante una corrida, en forma alternativa.
- Cuadrilla: conjunto de banderilleros y picadores que acompaña a un torero matador en el toreo.
- Encierro: Actualmente, consiste en correr delante de una manada no muy numerosa de toros, novillos o vaquillas, entre los que puede haber también cabestros que dirijan a la manada. Por lo general, los mejores corredores intentan correr lo más cerca posible de los toros, pero sin llegar a tocarlos. Muchas veces el mayor peligro de estos festejos lo crean los corredores inexpertos, que originan tropezones o embotellamientos. Antiguamente era la entrada en toriles, el «acto de traer los toros a encerrar al toril», según el Diccionario de la Real Academia Española, matizando Cossío que se refiere al «conjunto de cabestros y demás reses que han de encerrarse» en los toriles de la plaza previamente a la celebración de la corrida.[4] Los encierros constituían antiguamente «la última etapa del traslado de las reses bravas desde la ganadería originaria».[5]
- Estoque: es una espada, que generalmente no posee filo en la hoja. Se emplea para dar muerte a los toros. Es de acero, estrecha y cortante en sus dos últimos tercios, con punta aguda y fuerte. La hoja no es completamente recta ya que, a la altura de la punta, tiene una leve curvatura que los toreros llaman muerte. Va provista de guarnición y empuñadura. Según el reglamento taurino vigente en España, «los estoques tendrán una longitud máxima de acero de 88 centímetros desde la empuñadura a la punta».
- Lidiar: arte de enfrentarse y pelear con un toro, hasta la muerte del toro.

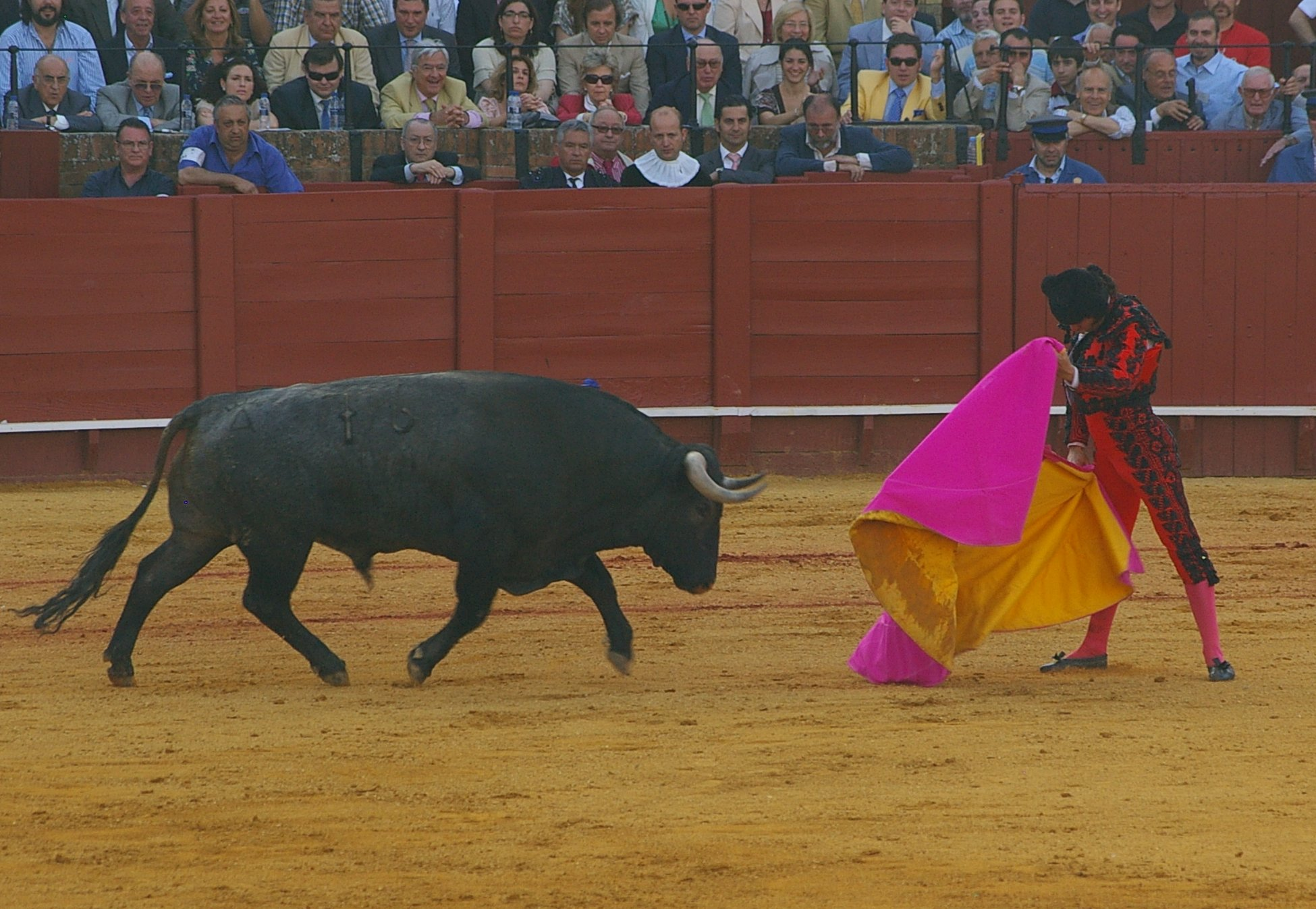
Morante de la Puebla ejecuta la verónica de forma ortodoxa.

- Maletilla:  Joven que desprovisto de recursos y de ayudas aspira a abrirse camino en el mundo de toreo, toreando de salón así como en tientas, capeas, becerradas, etc. (Deriva de "maleta" en su acepción de persona que ejecuta mal su oficio y por ende "mal torero").[6]
- Montera: sombrero tradicional de los toreros —tanto del espada como de los banderilleros.
- Mozo de espadas: hombre que asiste a un matador durante el desarrollo de la corrida de toros desde el callejón facilitándole todos los avíos que necesite (capotes, muletas, montera, estoque simulado, estoque de acero y el verduguillo o descabello). En momentos previos al festejo es éste quien viste al torero y se encarga de la organización de todos los elementos necesarios para cada viaje.
- Muleta: instrumento de torear que consiste en un paño o tela de color rojo con el que el matador de toros templa y encauza la embestida del toro durante el último tercio de la lidia. Va montada sobre un palillo de madera de haya, llamado estaquillador, que le da forma y la sostiene.
- Paseíllo: paseo que dan por el ruedo las cuadrillas de toreros al presentarse ante el público.
- Picadores: lanceros a caballo con varas denominadas puyas. Durante la primera etapa de la corrida de toros el picador entra en la arena a caballo, armado con la puya. El caballo está protegido por un peto, una protección almohadillada como un faldón que cubre el lado del caballo por donde ataca el toro, dejando el otro libre.
- Porta gayola: es un lance en el que el torero espera al toro de rodillas enfrente de la puerta de toriles, antes de que el animal salga al ruedo, y cuando se produce la embestida, la burla mediante el pase de capa conocido como larga cambiada afarolada, en el cual el capote sujeto únicamente con una mano, se sitúa por encima del diestro.
- Puntilla: o verdugo, tipo de arma utilizada para cortar la médula espinal del toro para matarlo instantáneamente en caso de una estocada fallida.
- Rejoneador: matador de toros a caballo, ligado a los orígenes de la tauromaquia, cuando los toreros montados a caballo y no los de a pie, eran el centro del espectáculo taurino. En la actualidad participa de la corrida como parte del espectáculo con los toreros de a pie.
- Tercios: Cada una de las tres partes en que se divide una corrida de toros. Tercio de varas, Tercio de banderillas y Tercio de muerte.
- Torero:  término que incluye a matadores, picadores y banderilleros. El torero tiene varias etapas de formación. La primera etapa es la de novillero, en la que se lidia novillos. La segunda etapa es la de matador de toros, donde el torero ha conseguido destreza suficiente para desarrollar con estilo y técnica todos los tercios de la lidia. Cuando un novillero logra, los méritos necesarios para poder comenzar a actuar en corridas de toros, torea en una corrida especial denominada alternativa.
- Toro de lidia: también denominado toro bravo, son los especímenes machos de una heterogénea población bovina desarrollada, seleccionada, y criada para su empleo en diferentes espectáculos taurinos, como las corridas o los encierros. Se caracteriza por sus instintos de defensa y temperamentales, que se sintetizan en la llamada "bravura", así como atributos físicos tales como unos cuernos grandes hacia delante y un potente aparato locomotor.
- Traje de luces: nombre que se le da a la indumentaria que visten los toreros en la corrida de toros. Su nombre responde a los reflejos que producen las lentejuelas que lo cubren. Está fabricado en seda y cubierto de color oro o plata.
- Verónica: es un lance o suerte fundamental que se efectúa sujetando el capote con las dos manos. Constituye la base del toreo de capa y reviste una gran diversidad de formas, según la inspiración de cada torero.